# إلقس خضراء
إلقس خضراء (الاسم العلمي: Alocasia  sanderiana)، هو نبات ينتمي إلى قلقاسية (فصيلة: Araceae).